# Улица Зои Космодемьянской (Казань)
Улица Зои Космодемьянской (тат. Зоя Космодемьянская урамы) — улица в историческом центре Казани. Названа в честь красноармейца-диверсантки Зои Космодемьянской.

## География
Улица начинается от перекрёстка с улицей Бехтерева, пересекается с улицами Нагорной и Тельмана, и заканчивается пересечением с Федосеевской улицей. Ранее также пересекалась с улицей Набережная реки Казанки и выходила к Казанке.

## История
«Верхняя» часть улицы, вероятно, была частично занята городом ещё во времена Казанского ханства. Во второй половине XVI века верхнюю часть улицы занимала стрелецкая слобода, а в нижней части улицы, за крепостной стеной, в XVII веке возникла Засыпкина слобода. Направление, близкое к сегодняшнему, улица приобрела к середине XIX века.
До революции улица имела название Кошачий переулок; иногда она именовалась также Юшковым переулком. Именно это название предлагалось присвоить Кошачьему переулку дважды: в 1899 и 1914 годах, однако фактически переименование не состоялось. В справочнике 1915 года иногда упоминается как Столыпинская улица.
В конце XIX — начале XX века на пересечении Кошачьего переулка с Нижне-Фёдоровской улицей существовал рынок.
Во второй половине 1920-х годов Кошачий переулок был переименован в улицу Максима Горького, а 25 мая 1949 года улице было присвоено современное название; имя Максима Горького же было присвоено Большой Галактионовской улице.
После введения районного деления в Казани относилась к Бауманскому району, Бауманскому и Вахитовскому районам, а с 1994 года — к Вахитовскому району.
До конца 1990-х – начала 2000-х годов улица была застроена, за редкими исключениями, малоэтажными деревянными домами; почти вся историческая застройка улицы была снесена, а конечный участок улицы оказался за забором т.н. «посёлка нефтяников».

## Примечательные объекты
- №2/5 — дом Дружининой (арх. Константин Олешкевич, 1911 г.).[20]

### Утраченные
- №4 — дом П. И. Делунг (1912 г., снесён).[21]
- №17/41 — дом П. Н. Астафьевой (конец XIX века, снесён).[22]

## Транспорт
- Общественный транспорт по улице не ходит; ближайшая автобусная остановка — «КАИ» на Большой Красной улице. Ближайшая станция метро — «Кремлёвская».

## Известные жители
На этой улице в разное время проживали депутат ГД РИ Константин Лаврский, генерал-майор Николай Козлов, председатель Казанского окружного суда Виктор Туношенский (оба — в доме Дружининой), живописец Александр Кокорев, судебный медик Василий Неболюбов.